# ザ・ハーツ・コーポレーション
ザ・ハーツ・コーポレーション(The Hertz Corporation、NYSE: HTZ)とは、アメリカ合衆国にある、ハーツ・グローバル・ホールディングス傘下の大手レンタカー会社である。単にハーツ(Hertz)と呼ばれることもある。
現在、世界で約5,100店、アメリカ国内で約1,900店ある。アメリカではシェアが第1位である。

## 日本での展開
日本では1999年4月からトヨタ自動車と業務提携し、トヨタレンタリース（TRR）と相互送客している。ハーツの顧客はTRRの営業所店舗を、TRR顧客はハーツ予約センターを介して海外のハーツ店舗を予約することができる。このためTRR店舗にはハーツのロゴサインが掲げられている。また、利用できる車種がTRRで取り扱うトヨタ車に限定される。ハーツのWebサイト上の日本の店舗は「（TRRの）ローマ字表記の営業所名＋RR」で表記されている。
それ以前の1988年4月まではニッポンレンタカーサービスがTRRと同様の業務提携を行うも解消し、1990年にフォード資本提携下にあったマツダと合弁で日本ハーツ株式会社を設立。マツダはマツダ店の販売会社がマツダレンタカー（現：タイムズカーレンタル）を運営していたが、ディーラー5チャンネル化で新設したアンフィニ・ユーノス・オートザム販売会社がフランチャイジーとして運営する別形態としてハーツレンタカーのブランドで店舗展開をしていた。1997年に日本から撤退。

## 歴史
会社は、1918年にウォルター・L.ジェイコブズによって設立された。1923年に、ウォルター・L.ジェイコブズは会社をジョン・D.ハーツらに売却した。また、この売却によって会社名をHertz Drive-Ur-Self Systemに改名した。その後、会社は急成長し、ニューヨーク証券取引所にも上場した。
その後の1994年から2005年間での間、ハーツはフォード・モーターの完全子会社であった(2005年6月13日にフォードがハーツを株式公開したことによって、フォードの完全子会社ではなくなった)。
2020年、2019新型コロナウイルス感染拡大の影響で、アメリカ国内の出張やレジャー目的のレンタカー貸出がストップ。同年3月には従業員のレイオフが行われた。さらに4月29日にはレンタカーに関連するのリース料の支払いが不能になり、5月22日には親会社のハーツ・グローバルHDが連邦倒産法第11章適用を申請するに至った。対象はアメリカとカナダの子会社であり、欧州やオーストラリア、ニュージーランドの子会社は含まれない。

## 保有している車種

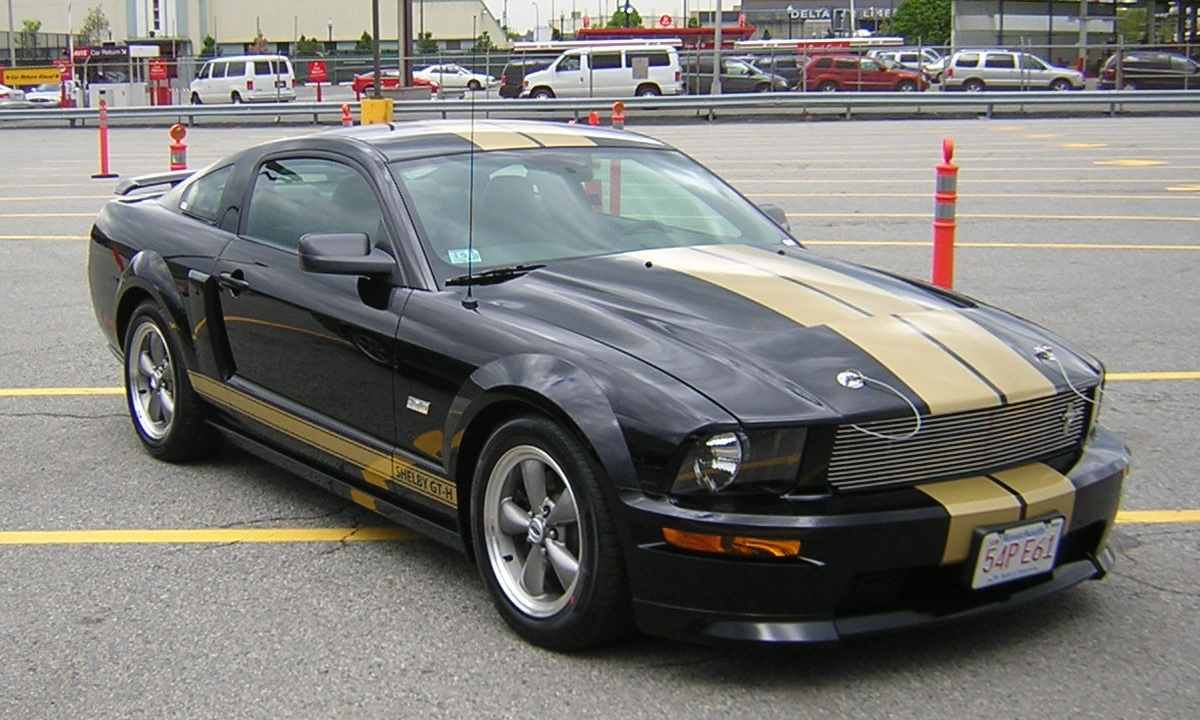
ハーツが所有する自動車のひとつ、シェルビー・マスタング(Shelby Mustang
)

ハーツは一般車をはじめ、高級車もレンタルしている。
現在、ボルボ、ランドローバー、ジャガーなどの高級車とフォードなどの車種を保有している。また、ハーツは他のレンタカー会社との競争のため、競争が激しいロサンゼルス国際空港などの空港周辺の店舗でメルセデス・ベンツ、アウディなどの車種も保有している。
2007年7月から2008年までに3,400台のトヨタ・プリウスを配備することを発表した。同車はニューヨーク市などハイブリッド車への需要が旺盛な地域に重点配備される予定である 。
ハーツは同社レンタカー専用車として、フォード・マスタングをベースにシェルビー・アメリカン社が改良した "シェルビー・マスタング GT-h"（最後のhはハーツの頭文字）も提供している。完全予約制やいくつかの条件を満たしたドライバーしか借りることができない。レンタル料は1日当たり$150以上と他のレンタカーに比べると2倍以上する。車としては300馬力オーバーのスポーツカーである。最初はレンタカー専用車であったが、フォードが一般向けにも発売することを発表した。

## ガイドナビゲーション
ハーツは、レンタルしている車の車内に、ガイドナビゲーション機を設けている。カラーのLCD表示で、複数の言語の音声案内の機能もある。格納することも可能。
カーナビゲーションの名称は、「NEVER LOST」である。
ガイドナビゲーション機は、通常のカーナビゲーションの機能と、目的地のガイド機能、地理情報がついている(地理情報はアメリカとカナダのみ)。